# Bantoustan
Pour les articles homonymes, voir Homeland.

Carte de l'Afrique du Sud et du Sud-Ouest africain (aujourd'hui Namibie). Cette carte montre les bantoustans présents dans les deux territoires.
Territoires blancs
Afrique du Sud
Sud-Ouest africain
Bantoustans (Sud-Ouest africain)
Kaokoland
Ovamboland
Damaraland
Kavangoland
Caprivi oriental
Bushmanland
Hereroland
Rehoboth
Tswanaland
Namaland
Bantoustans (Afrique du Sud)
Bophuthatswana
KwaNdebele
Lebowa
Venda
Gazankulu
KaNgwane
KwaZulu
QwaQwa
Transkei
Ciskei

Les bantoustans étaient les régions créées durant la période d'apartheid en Afrique du Sud et au Sud-Ouest africain, réservées aux populations noires et qui jouissaient à des degrés divers d'une certaine autonomie. En 1970, les bantoustans furent rebaptisés tuisland (en afrikaans) ou homelands (en anglais) par les autorités, les deux termes signifiant « foyers nationaux ».
Le terme bantoustan provient de l'accolement du mot bantou bantu (signifiant « gens, peuple ») représentant également un grand groupe ethnique, au suffixe persan -stan (signifiant « terre de »). Bantoustan signifie donc la « terre des peuples ».
Aujourd'hui, le terme bantoustan désigne, par extension, à travers le monde, toute enclave ethnique où des minorités autochtones discriminées dénoncent avoir été parquées après l'accaparement de leurs terres originelles, comme les Palestiniens de la Bande de Gaza ou les Amérindiens des réserves aux États-Unis et au Canada.

## Histoire

### Création
La création de territoires réservés aux noirs et la séparation avec les blancs naît au XVIIe siècle avec la première délimitation des terres gérées par la Compagnie néerlandaise des Indes orientales, puis avec la fixation orientale de la frontière de la colonie du Cap à la rivière Fish puis à la rivière Kei. Au XIXe siècle, les territoires Xhosas et le Zoulouland sont déjà reconnus par les autorités coloniales.
Ainsi, bien avant que le Parti national arrive au pouvoir en 1948 et que la politique d'apartheid soit mise en place, des réserves ont déjà été établies et officiellement reconnues par l'État sud-africain en 1913 et en 1936 afin de séparer les populations noires des populations blanches (application sud-africaine de la colour bar britannique).
La commission Fagan, mise en place par le gouvernement de Jan Smuts, préconise une libéralisation du système racial en commençant par l'abolition des réserves ethniques ainsi que la fin du contrôle rigoureux des travailleurs migrants[réf. souhaitée]. Mais l'arrivée au pouvoir en 1948 du Parti national entraîne la mise en place d'une politique bien plus rigoureuse : l'apartheid.
Le nouveau ministre chargé des affaires des indigènes Hendrik Frensch Verwoerd se fonde sur les recommandations de la commission Sauer (qui préconise un renforcement de la ségrégation) pour introduire une série de mesures qui permettraient, en excluant les populations noires, de rendre les blancs majoritaires en Afrique du Sud. La future création des bantoustans est la principale mesure adoptée et a pour conséquence de retirer la citoyenneté sud-africaine aux peuples disposant d'un territoire pour leur donner la citoyenneté de leur bantoustan. Le fait de soustraire artificiellement la population noire à la population sud-africaine permet ainsi de rendre les blancs majoritaires. Selon Verwoerd, la création des bantoustans n'est que la restauration des terres d'origine des peuples sud-africains.
En 1951, le gouvernement de Daniel François Malan décrète le « Bantu Authorities Act » qui instaure les bantoustans alloués aux différents groupes ethniques d'Afrique du Sud. Au total, ce sont 13 % de la superficie du pays qui sont occupés par ces bantoustans, le reste étant réservé à la population blanche. Les chefs tribaux locaux sont priés de coopérer au bon fonctionnement des bantoustans sous peine d'être déposés. Une petite élite noire riche émergente, parce qu'elle trouve un intérêt à la préservation des bantoustans et des structures traditionnelles, influence leur gouvernement afin d'assurer la stabilité politique, avec l'appui de l'Afrique du Sud[réf. souhaitée].
Le rôle et le pouvoir des bantoustans sont accrus en 1959 avec l'adoption du « Bantu Self-Government Act » qui projette une ségrégation accrue des communautés. Il permet notamment au bantoustans de constituer un gouvernement permettant une large autonomie, voire une quasi indépendance. Ceci est un moyen pour réduire les droits dont bénéficient encore les noirs en Afrique du Sud.
Le processus de ségrégation est renforcé en 1970 avec le « Black Homelands Citizenship Act » qui enlève la citoyenneté sud-africaine aux ethnies en leur accordant la nationalité de leur bantoustan. Hors de leur bantoustan, ils sont considérés comme des étrangers immigrés et ne disposent pas de droits civiques. Des personnes qui n'ont ainsi jamais vécu dans les zones tribales ancestrales ou reconnues aux ethnies deviennent des étrangers dans leur propre pays.
Parallèlement à la création des bantoustans, les populations noires sont soumises à un programme de déplacement qui vise à terme à avoir une ethnie par territoire : les Noirs dans leurs bantoustans respectifs et les Blancs dans le reste de l'Afrique du Sud. On estime à 3,5 millions le nombre de personnes déplacées vers les bantoustans entre les années 1960 et le début des années 1980. Le gouvernement revendique clairement la ségrégation totale de chaque ethnie en Afrique du Sud. Connie Mulder, le ministre des relations et du développement pluriel, déclare devant l'Assemblée le 7 février 1978 : 

« Si notre politique vis-à-vis des populations noires parvient à sa conclusion naturelle, il n'y aura plus un seul noir avec la citoyenneté sud-africaine… Chaque homme noir en Afrique du Sud sera déplacé et réinséré dans un nouvel État indépendant de manière respectueuse et il n'y aura ainsi plus d'obligation de ce Parlement de prendre politiquement en compte ces personnes. »

— Connie Mulder
Avec 55 % de la population d'Afrique du Sud dans les bantoustans, cet objectif n'est cependant jamais atteint. Le reste de la population vit dans les zones blanches, regroupée principalement dans des townships et des bidonvilles en périphérie des grandes villes blanches. Ceci est dû au fait que l'économie de l'Afrique du Sud est fortement dépendante de la population noire qui sert de réservoir de main-d'œuvre.
Les bantoustans commencent à gagner leur indépendance en 1976 avec le Transkei. Suivent le Bophuthatswana en 1977, le Venda en 1979 puis le Ciskei en 1981. Cependant, aucun d'entre eux ne fut jamais reconnu comme tel par les autres pays et par l'ONU. Seuls l'Afrique du Sud et le Sud-Ouest africain reconnaissent ce statut. Les territoires alloués aux bantoustans sont très complexes, les frontières multipliant les enclaves et les détours. Par exemple, l'ambassade sud-africaine au Bophuthatswana dut être déplacée parce qu'elle se révéla être en réalité située en Afrique du Sud. Cependant, lors de l'abolition du système, seuls quatre des dix bantoustans étaient déclarés indépendants et certaines ethnies n'avaient encore aucun bantoustan (notamment les Swazis, les Ndébélés du Sud, les Namas, les Griquas, les Lembas et les Hottentots).
Le processus de ségrégation territoriale est adapté et mis en place à partir de 1959 dans le Sud-Ouest africain (actuellement la Namibie) alors sous mandat de l'Afrique du Sud. Les recommandations de la commission de Fox Odendaal en 1964 de créer des bantoustans sont appliquées. En juillet 1980, le système est changé et fondé non plus selon la géographie mais uniquement selon les ethnies, à la suite de l'abolition de l'apartheid en 1979 et la mise en place de gouvernements locaux. [réf. souhaitée] En 1989, l'administration sud-africaine dirigée par Louis Pienaar reprend la réalité du pouvoir en vue d'organiser avec la mission des Nations unies la transition vers l'indépendance de la Namibie, effective le 21 mars 1990.

### Vie des populations
Les conditions de vie dans les bantoustans étaient particulièrement rudes : l'extrême pauvreté des populations noires était aggravée par la politique des bantoustans et par le fait que les frontières excluaient souvent les meilleures terres et les industries des bantoustans. Le chômage était très répandu et les seuls vrais revenus provenaient des casinos et des spectacles de striptease, interdits en Afrique du Sud car jugés immoraux. De véritables villes du loisirs se construisirent, telle Sun City dans le Bophuthatswana, constituant une source de revenus très lucrative aux mains de l'élite noire.
La pauvreté et le manque de ressources des bantoustans obligeaient le gouvernement sud-africain à maintenir à flot l'économie des bantoustans. Ainsi, en 1985, 85 % des revenus du Transkei étaient constitués par des subventions venant d'Afrique du Sud. Les gouvernements des bantoustans étaient généralement corrompus et très peu d'argent parvenait aux populations les plus pauvres, alors obligées de chercher du travail dans les zones blanches en tant que travailleur immigré. Ce sort fut celui de millions de personnes qui travaillaient pendant des mois loin de chez eux sans voir leur famille. 65 % de la population du Bophuthatswana était dans ce cas de figure.
Les bantoustans étaient très impopulaires auprès de la grande majorité de la population noire qui vivait dans des townships et dont les conditions de travail étaient difficiles et très peu protégées par le droit. De plus, l'attribution d'un bantoustan à certaines personnes était totalement arbitraire sachant que certaines ethnies n'avaient pas de bantoustan propre, que les métis étaient déplacés arbitrairement, que certaines tribus n'avaient jamais vécu dans les zones allouées à leur ethnie et que du fait de certaines erreurs, certaines tribus ne se retrouvaient pas dans le bon bantoustan.

### Dissolution
Après l'abrogation des lois d'apartheid en juin 1991, les bantoustans étaient condamnés. Pendant trois ans, les conditions de leur réintégration furent négociés à Kempton Park entre les gouvernements concernés, le gouvernement sud-africain et les partis politiques nationaux. Le Bophuthatswana et le Ciskei réintégrèrent difficilement l'Afrique du Sud, l'armée sud-africaine ayant dû jouer les médiateurs à la fin mars 1994 pour désamorcer la crise politique. Les bantoustans furent finalement officiellement dissous le 27 avril 1994, date des premières élections multiraciales d'Afrique du Sud. Ils furent réincorporés au sein des neuf nouvelles provinces de l'Afrique du Sud alors que se confirmait la victoire du Congrès national africain (ou ANC) aux élections.
La réincorporation, élément central du programme électoral de l'ANC, se fit en général de manière pacifique, bien qu'il y ait eu une certaine réticence des élites noires locales.

## Liste des bantoustans

### Bantoustans d’Afrique du Sud

Carte des bantoustans d'Afrique du Sud.

Au nombre de dix, ils ont pour particularité d'être très morcelés et de comporter de nombreuses enclaves. Seuls quatre d'entre eux ont été déclarés indépendants entre 1976 et 1994 (le Bophuthatswana, le Ciskei, le Venda et le Transkei) :
- le Bophuthatswana (pour les Tswanas) (déclaré indépendant en 1977) ;
- le Ciskei (pour les Xhosas) (déclaré indépendant en 1981) ;
- le Gazankulu (pour les Tsongas et les Vatsongas) ;
- le KaNgwane (pour les Swazis) ;
- le KwaNdebele (pour les Ndébélés) ;
- le KwaZulu (pour les Zoulous) ;
- le Lebowa (pour les Pedis et les Ndébélés) ;
- le QwaQwa (pour les Basothos) ;
- le Transkei (pour les Xhosas) (déclaré indépendant en 1976) ;
- le Venda (pour les Vendas) (déclaré indépendant en 1979).

### Bantoustans de Namibie

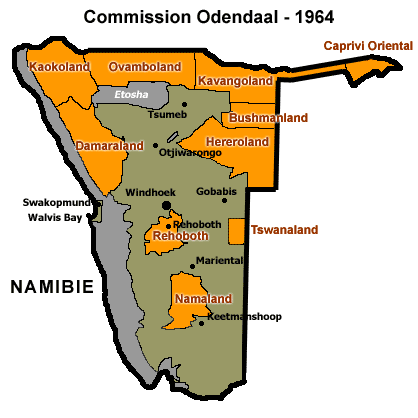
Carte de la commission Odendaal de 1964

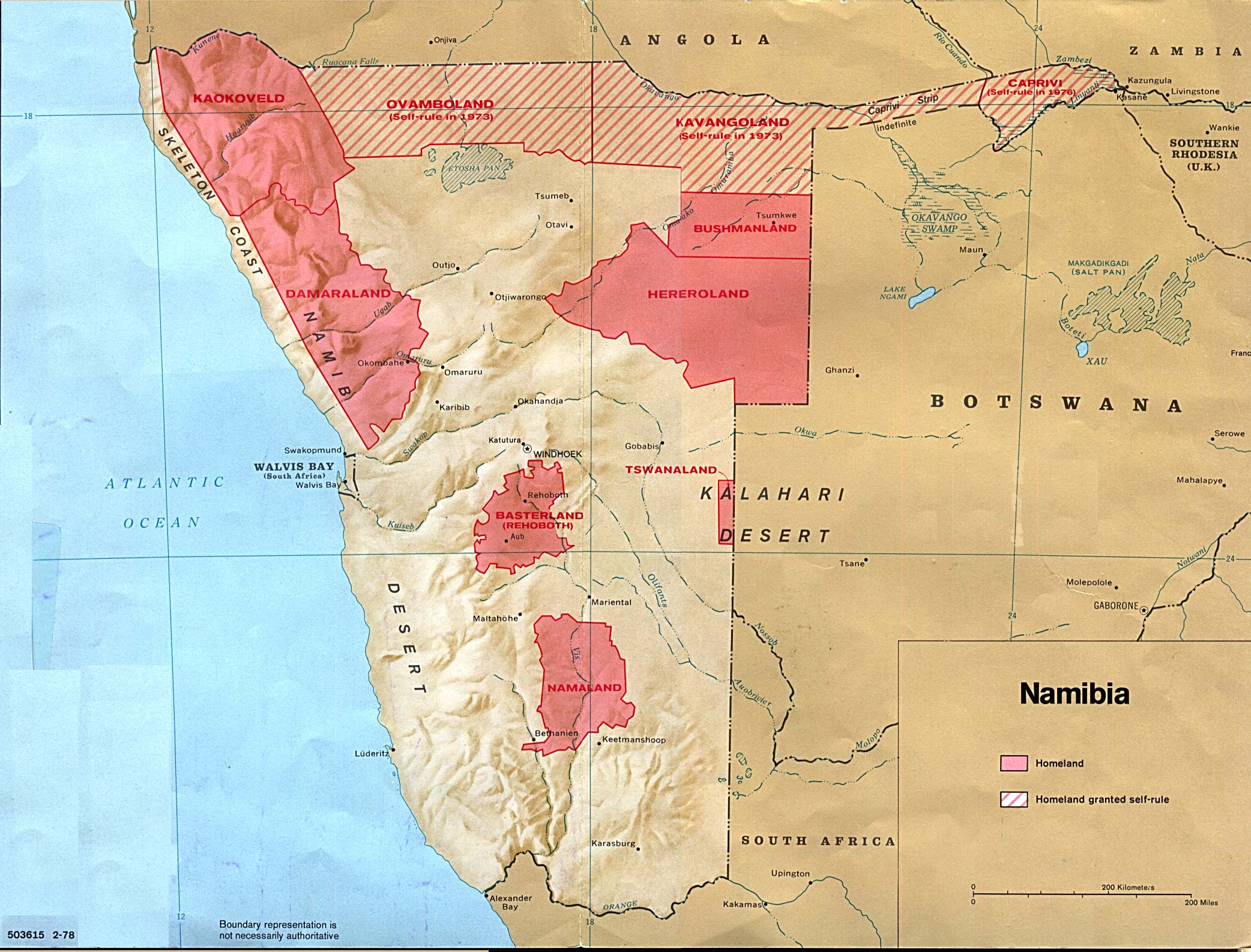
Carte des bantoustans de Namibie en 1978

À partir de 1968 et suivant les recommandations de la commission Odendaal de 1964, dix bantoustans semblables à ceux d'Afrique du Sud ont été créés dans le Sud-Ouest africain (actuelle Namibie).
En août 1980 les bantoustans de Namibie ont été dissous et dix gouvernements distincts ont été créés sur la base de l'éthnicité et non plus sur la base géographique. Ces gouvernements ont été supprimés en mai 1989 lors de la période transitoire conduisant à l'Indépendance de la Namibie.
Sur les dix bantoustans établis dans le Sud-Ouest Africain, seulement quatre furent déclarés autonomes entre 1968 et 1989 : le Hereroland (déclaré autonome en 1970), l'Ovamboland (déclaré autonome en 1973), le Kavangoland (déclaré autonome également en 1973) et le Caprivi / Lozi (déclaré autonome en 1976). Ces bantoustans couvraient en général de grandes surfaces mais comportaient de grandes parties désertiques (Namib et Kalahari) :
- le Bushmanland (pour les Bochimans) ;
- le Caprivi oriental (ou Lozi pour les Capriviens) (déclaré autonome en 1976) ;
- le Damaraland (pour les Damaras) ;
- le Hereroland (pour les Hereros) (déclaré autonome en 1970) ;
- le Kaokoland (pour les Himbas) ;
- le Kavangoland (pour les Kavangos) (déclaré autonome en 1973) ;
- le Namaland (pour les Namaquas) ;
- l'Ovamboland (pour les Ovambos) (déclaré autonome en 1973) ;
- le Rehoboth (ou Basterland pour les Basters de Rehoboth) ;
- le Tswanaland (pour les Tswanas).